# Scaptodrosophila oviminiatus
Scaptodrosophila oviminiatus är en tvåvingeart som först beskrevs av Sundaran och Gupta 1991.  Scaptodrosophila oviminiatus ingår i släktet Scaptodrosophila och familjen daggflugor. Inga underarter finns listade i Catalogue of Life.